# Piața Victoriei din Timișoara
Piața Victoriei, fostă Piața Operei, este una din piețele centrale ale municipiului Timișoara, locul în care Timișoara a fost proclamată în 20 decembrie 1989 primul oraș liber din România. La polii opuși ai pieței se găsesc  Catedrala Mitropolitană la sud, iar 
la nord Palatul Cultural, cu Teatrul Național "Mihai Eminescu" și Opera.  Dinspre Operă spre Catedrală promenada de pe dreapta se numește „Corso”, iar cea de pe stânga „Surogat”.
În jurul pieței se găsesc instituții culturale - Opera Română, Teatrul Național,Teatrul German de Stat, Teatrul Maghiar de Stat,Catedrala Mitropolitană, cinematografele Timiș, Capitol și Studio, Muzeul Banatului, galerii de artă și multe magazine.

## Istoric
În 1744–1745, prin construirea cazărmii Porții Petrovaradinului, începe să se contureze o „piațetă de alarmă” între cazarmă și piață. Restul suprafeței pieței actuale era ocupat de poarta amintită, constituind un element al inelului I de fortificare și de șanțurile și lucrările de fortificare formând inelele II și III ale fortificațiilor, terminate complet până în anul 1761. În 1870, în speranța că se va obține decizia de „defortificare” a cetății, se proiectase o mică piațetă circulară aproximativ pe terenul pieței de astăzi. Abia după decizia defortificării din 1892 s-a întocmit de către arhitectul Ludwig von Ybl un Plan General de Dezvoltare a Orașului (1893–1895), în care se prevedea constituirea unui bulevard larg, având aproximativ dimensiunile pieței actuale. Proiectele ulterioare nu au modificat esențial dimensiunile pieței, ci doar detaliile. În 1899 s-a început demolarea fortificațiilor. Forma și amenajarea pieței au fost definite de cele două largi trotuare de pe laturile est și vest, adiacente benzilor carosabile, dublate de liniile de tramvai.

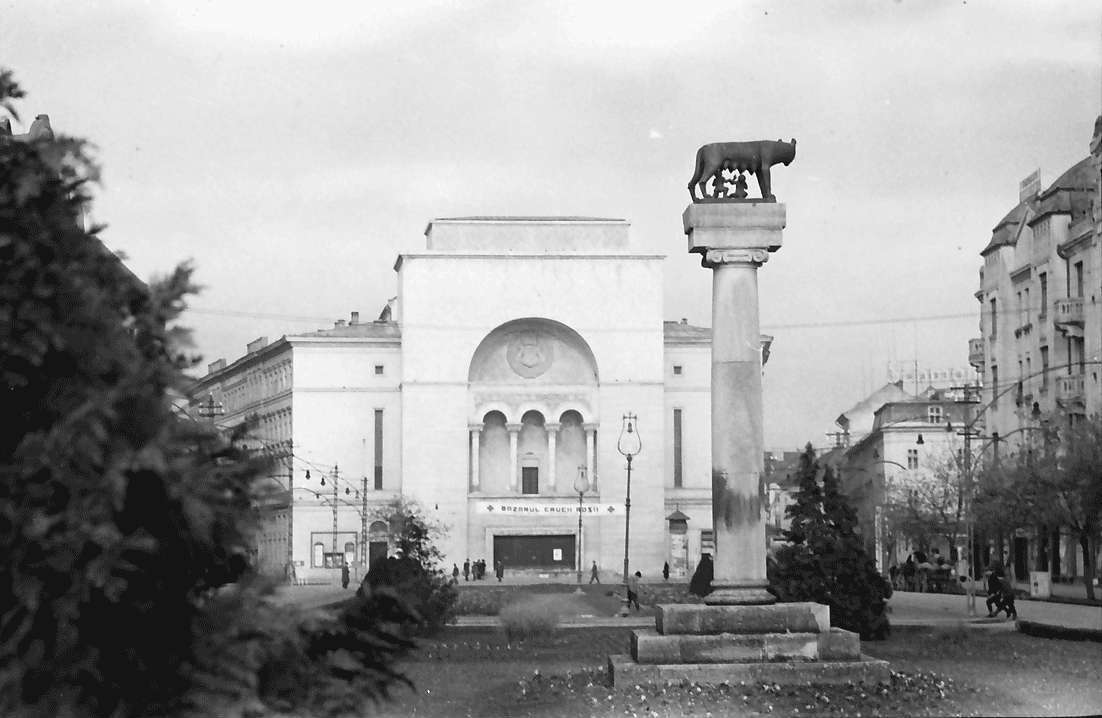
Piața Victoriei în aprilie 1937

Edificiul Teatrului Național a fost construit în 1872. Crescând importanța lui s-a ridicat și necesitatea de a remodela spațiul înconjurător, așa că la început a fost conceput ca un vast bulevard-esplanadă. Până în 1948 s-a numit Bulevardul Regele Ferdinand, după care a luat numele de Bulevardul 30 Decembrie. Abia în 1988–1989, odată cu scoaterea liniilor de tramvai, a devenit complet pietonală.

## Corso
„Corso” este denumirea promenadei care pornește de la Operă spre Catedrală, pe partea dreaptă. În trecut acesta era locul de plimbare al înaltei societăți timișorene, bine iluminat, cu restaurante și magazine de lux.
Vizavi de clădirea Operei, pe dreapta, se află clădirea veche a Hotelului Timișoara. Lângă acesta, la începutul Bulevardului Republicii, se găsește Palatul Weiss. De aici începe promenada propriu-zisă, cu Palatul Lloyd care adăpostește rectoratul Politehnicii, iar la parter și faimosul restaurant Lloyd. În ordine urmează Palatul Neuhausz, Palatul Merbl, Palatul Dauerbach, Palatul Hilt și, la capăt, Palatul Széchenyi.

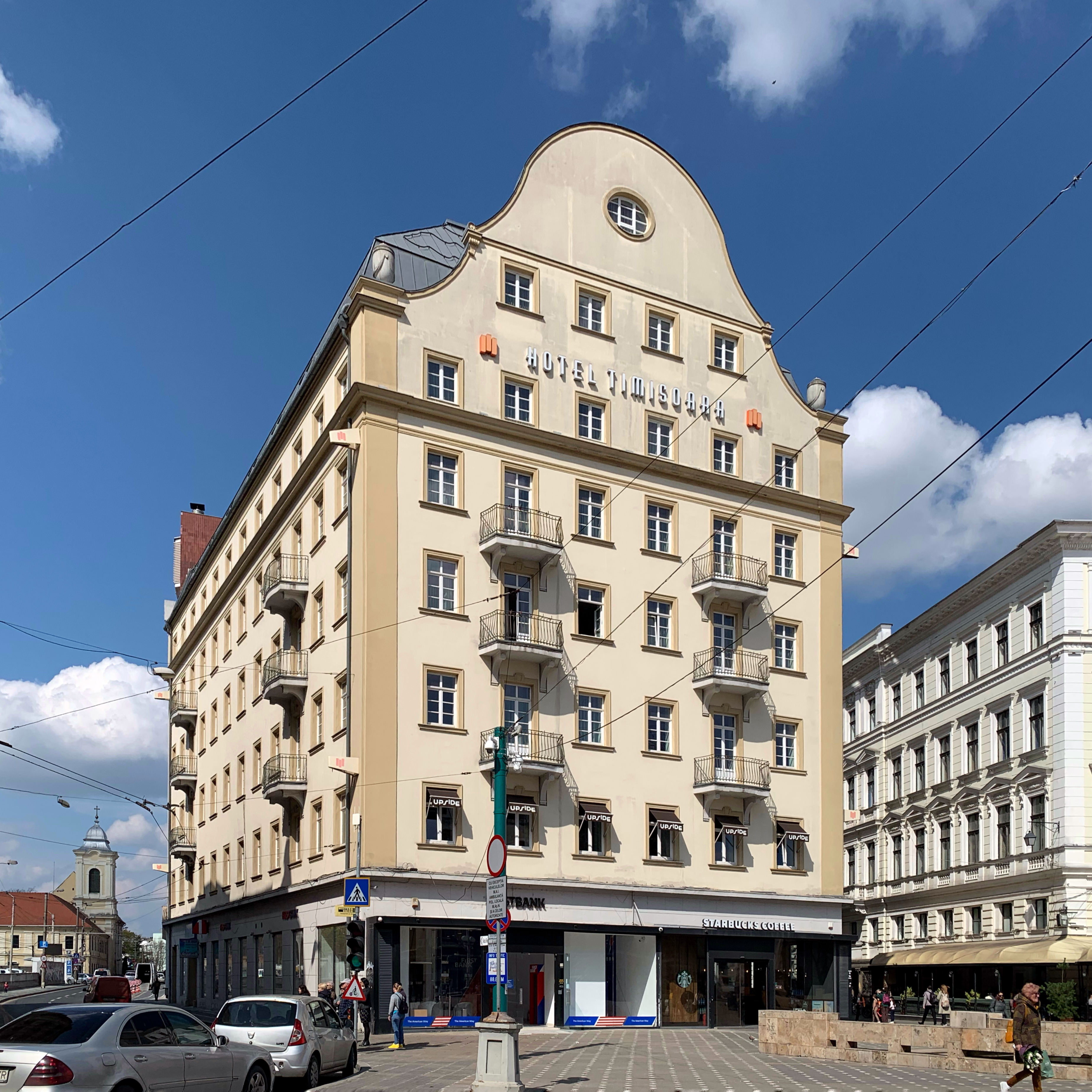
Clădirea veche a Hotelului Timișoara (1928–1929)
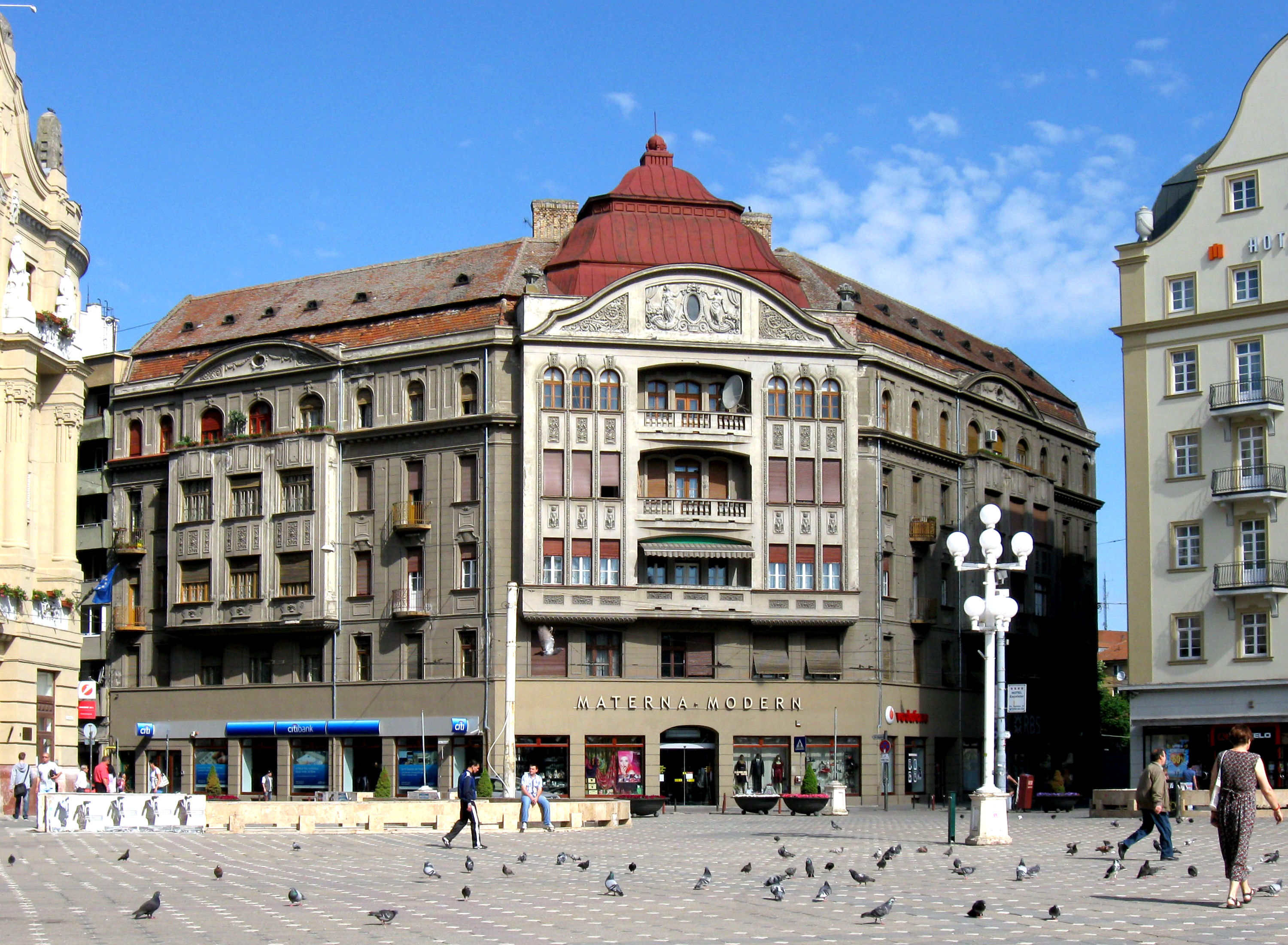
Palatul Weiss
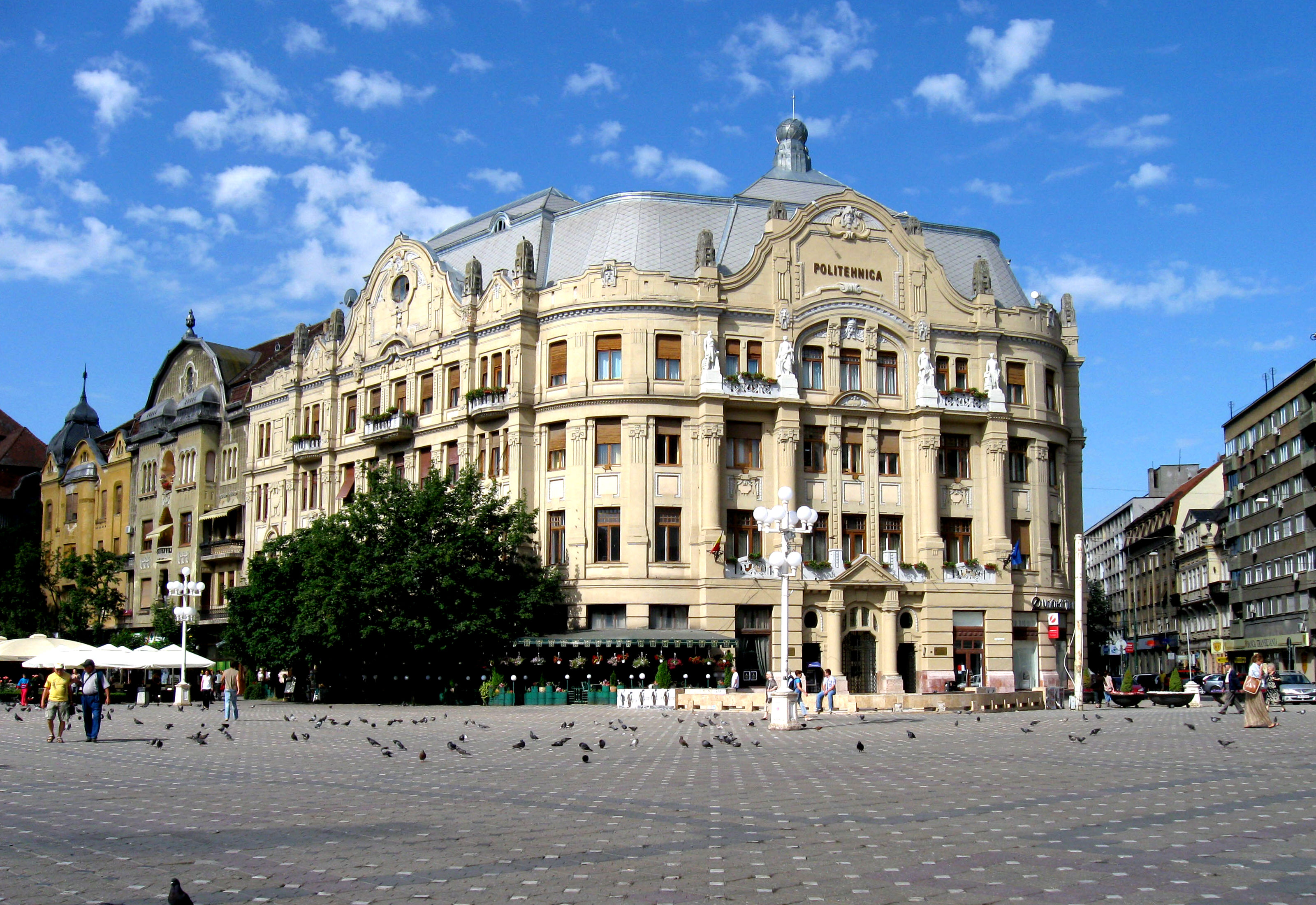
Palatul Lloyd, cu restaurantul Lloyd la parter
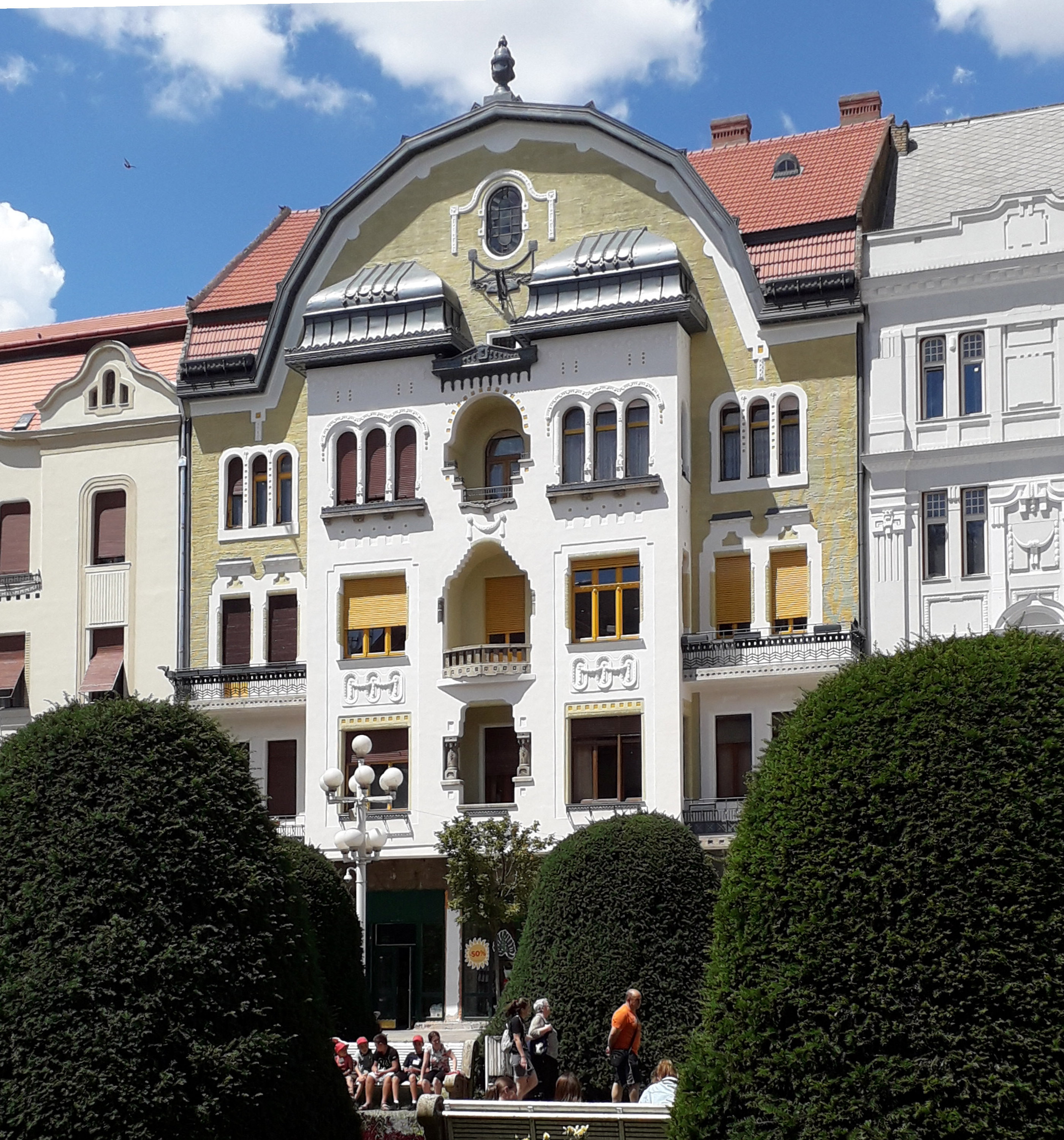
Palatul Neuhausz
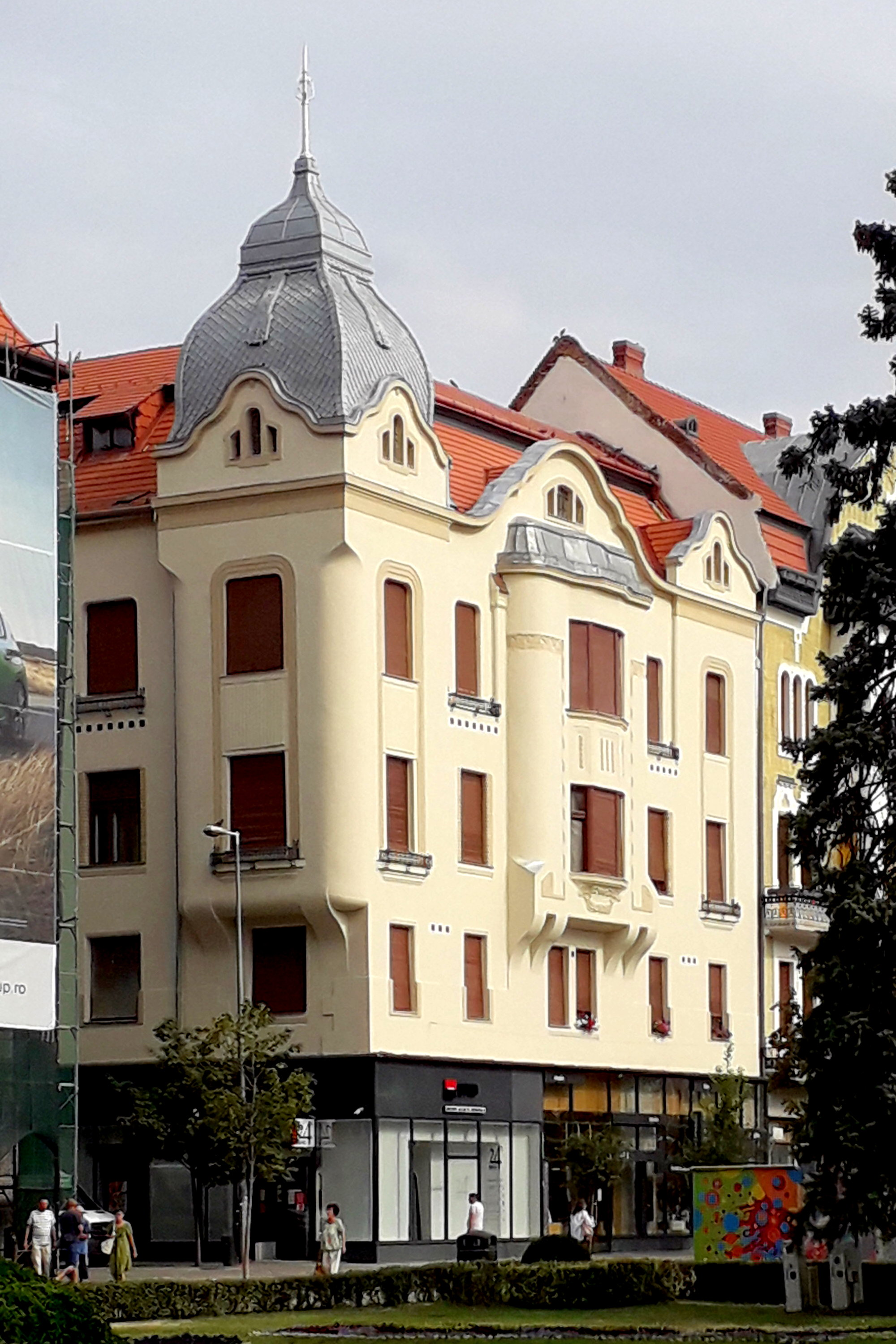
Palatul Merbl
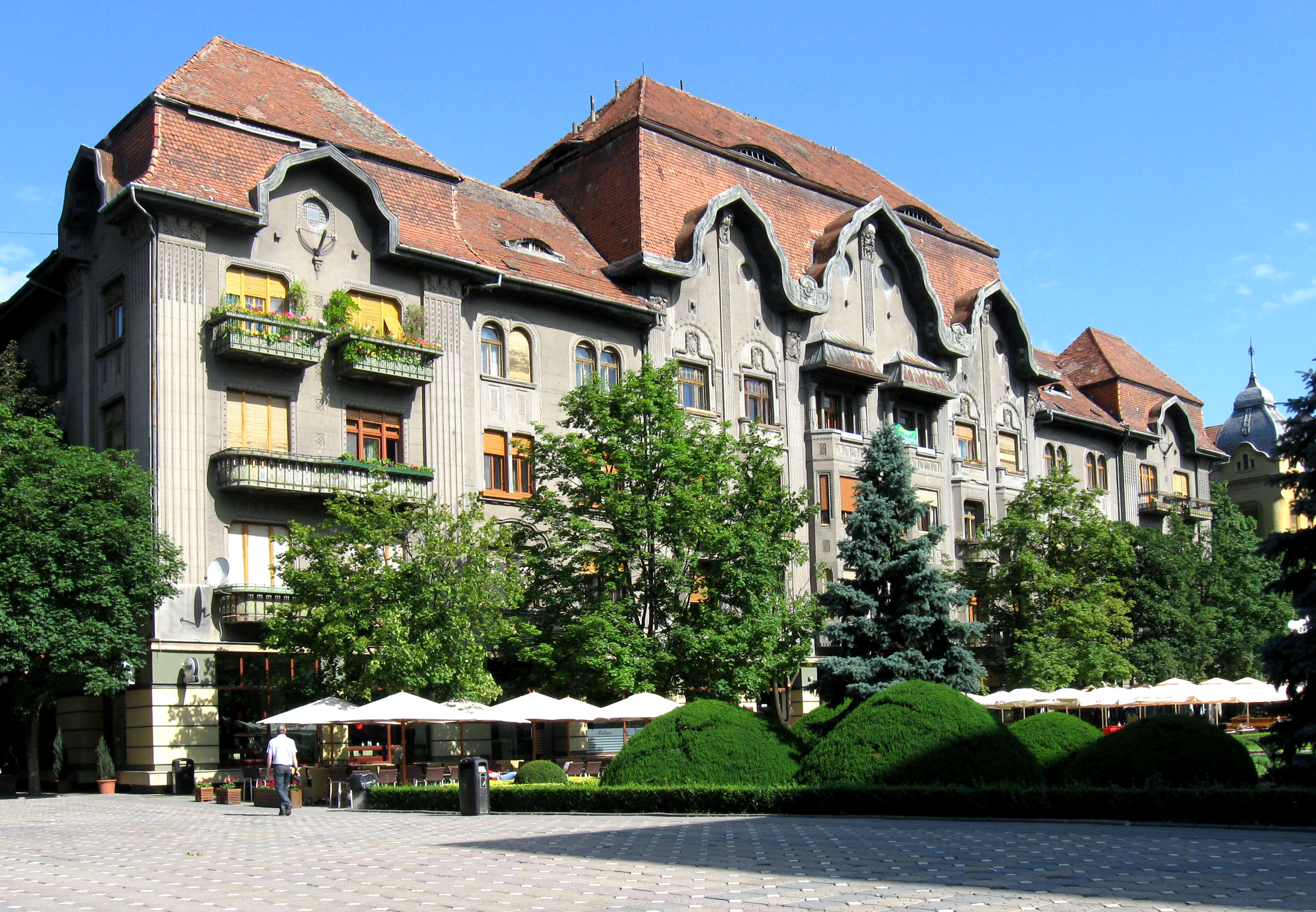
Palatul Dauerbach
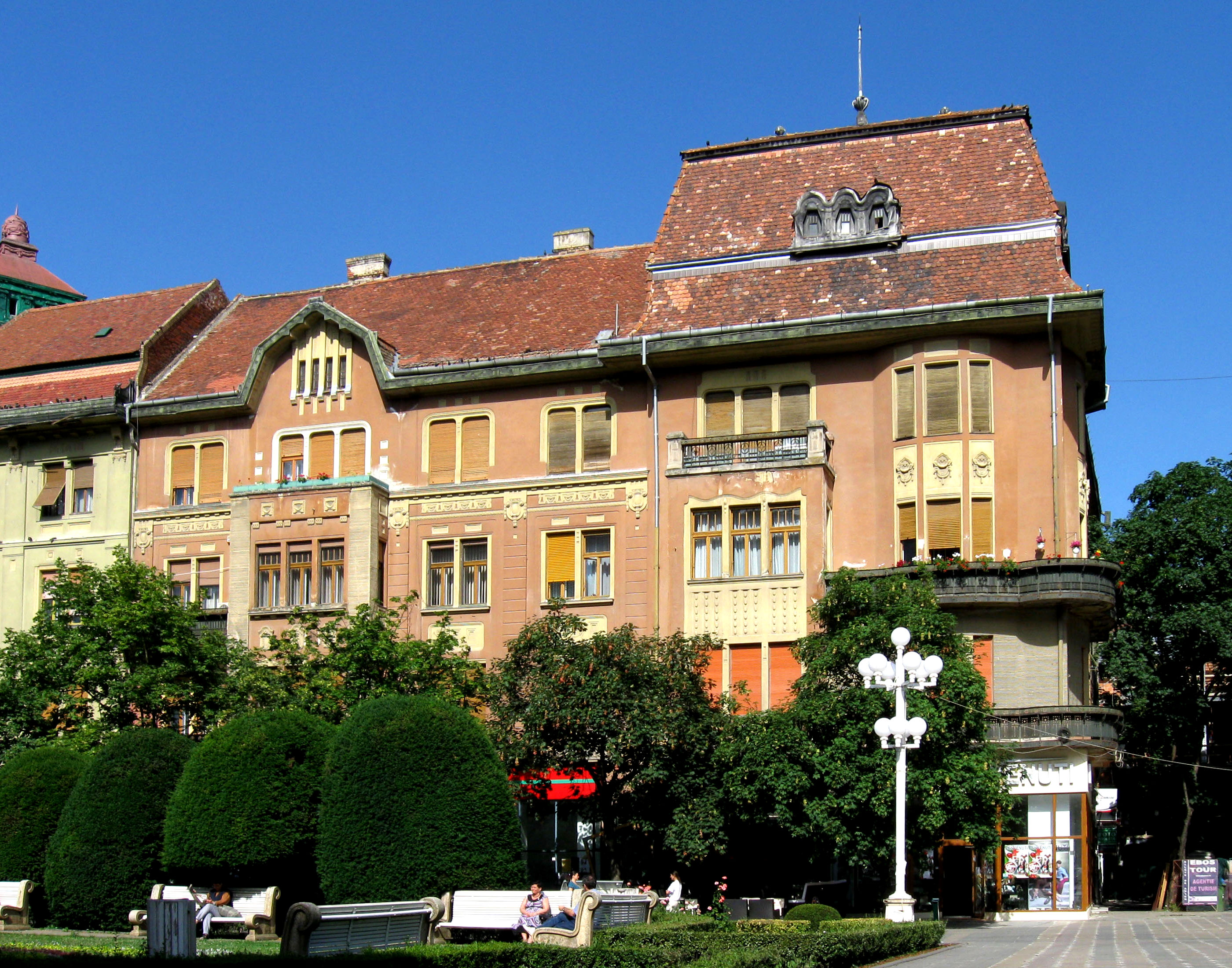
Palatul Hilt
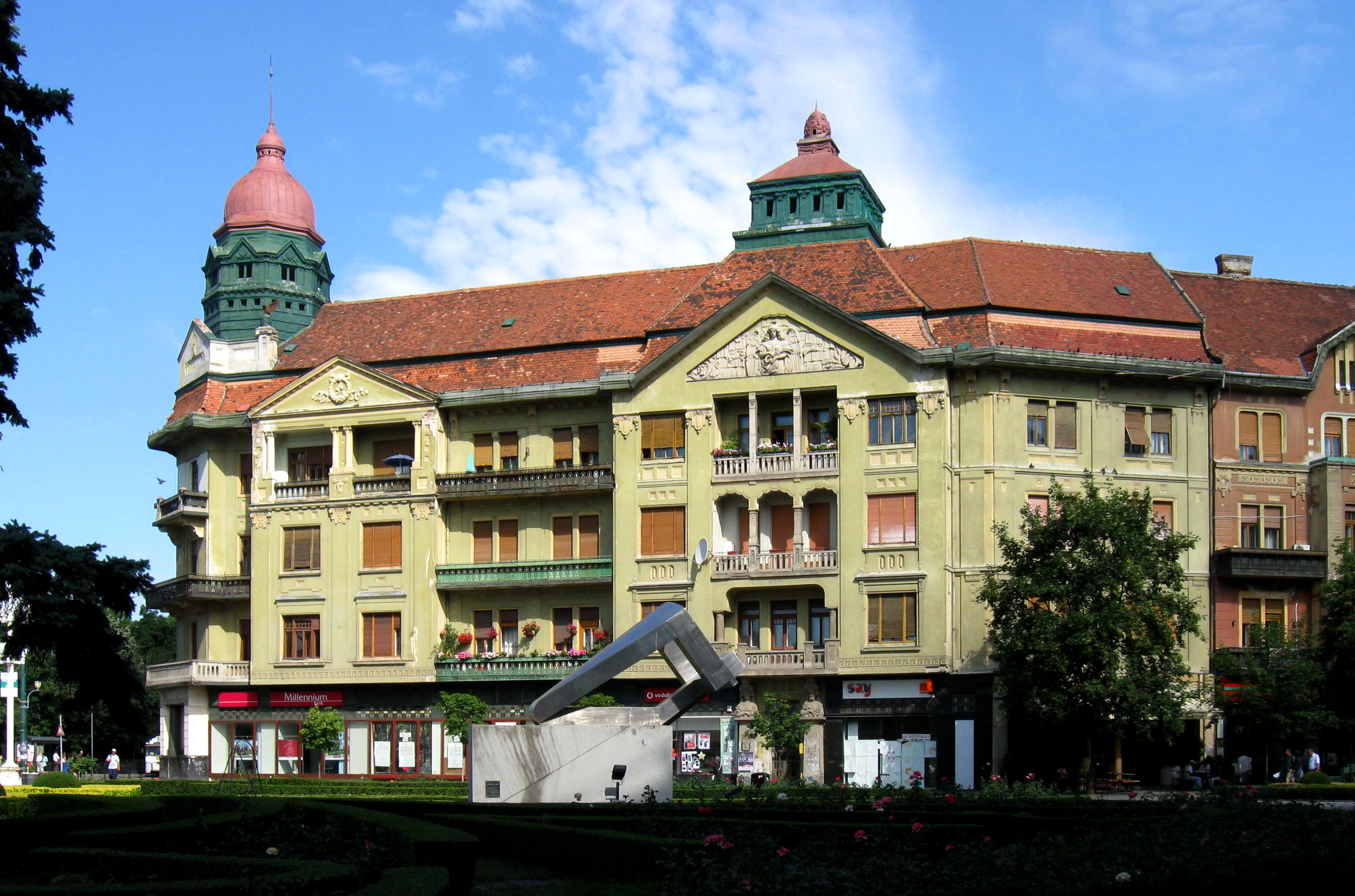
Palatul Széchenyi

## Surogat
„Surogat” este promenada opusă, pe partea stângă, și continuare directă a străzii Alba Iulia. Aici se plimbau în trecut doar tinerii și muncitorii. Elevii nu aveau acces decât cu permisiunea școlii, iar soldații trebuiau să dovedească că sunt în permisie pentru a se putea plimba aici.
Prima clădire este Palatul Löffler, după care urmează Palatul Camerei de Comerț, lipit de care s-a construit în 1938, pe strada laterală, Cinematograful Scala, ulterior schimbat în Studio. La capătul promenadei se află o serie de clădiri de locuințe construite între 1961–1963. Dintr-un capăt în celălalt, la parter se găsesc numeroase magazine.

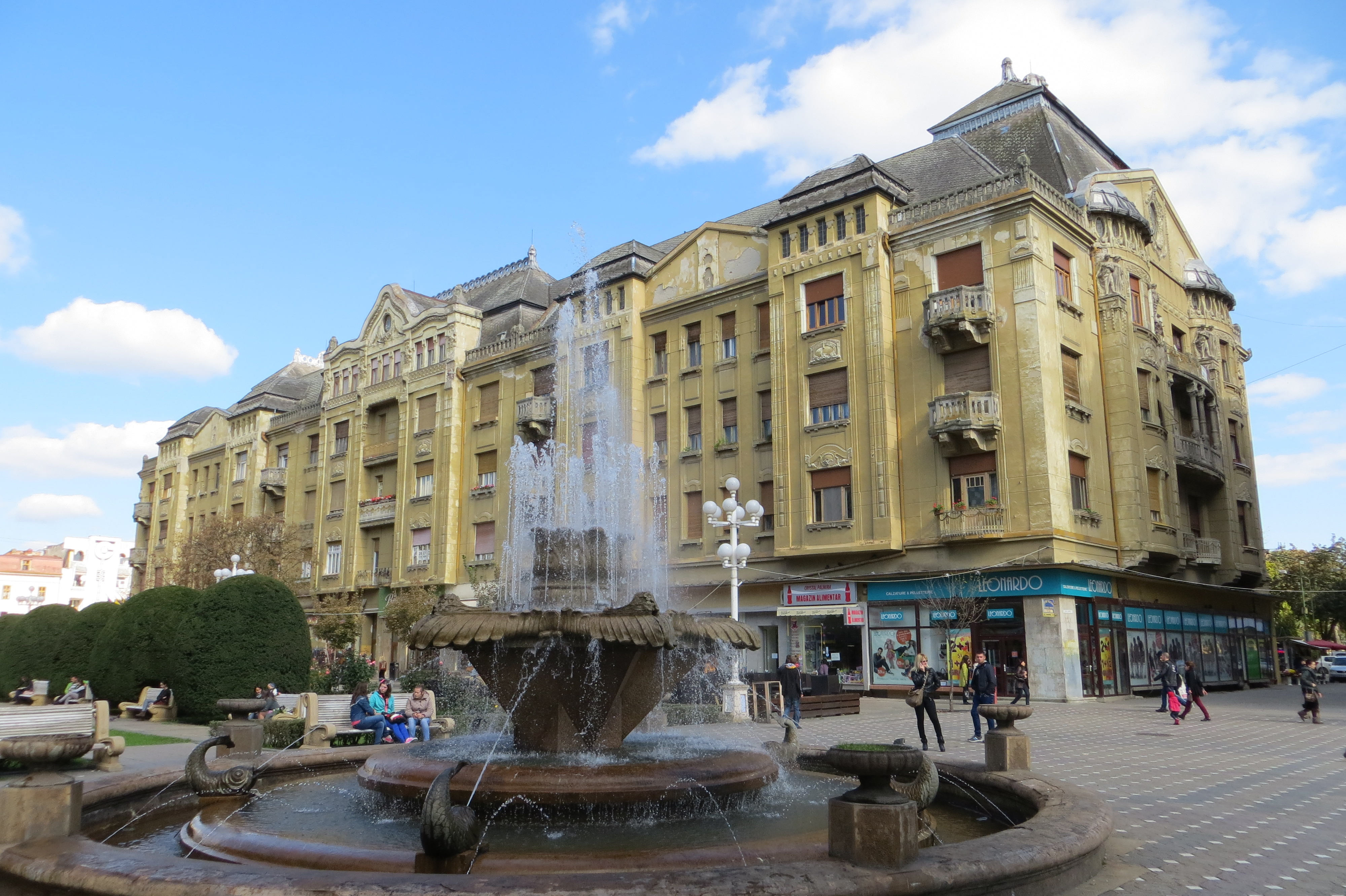
Palatul Löffler
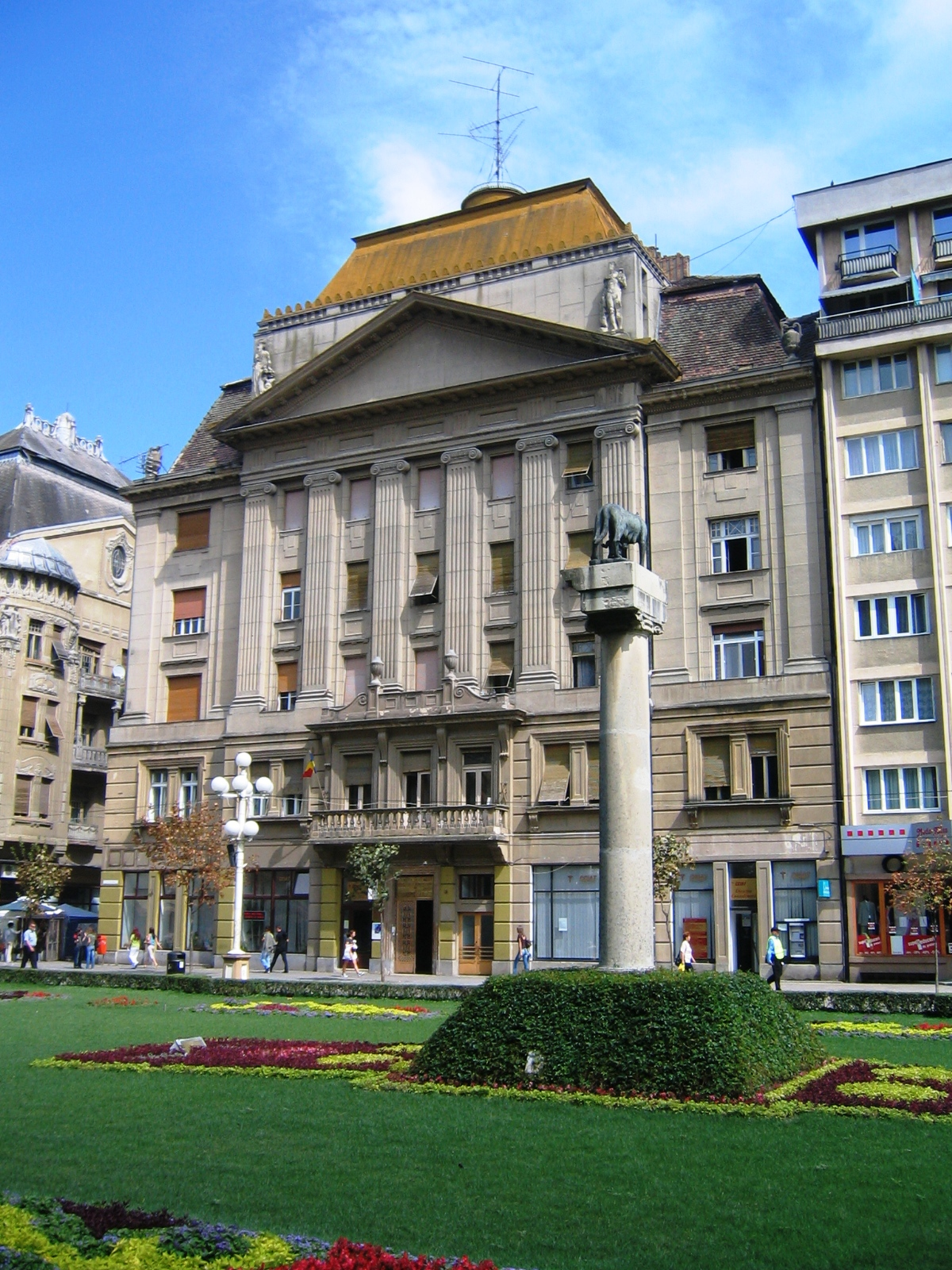
Camera de Comerț Industrie și Agricultură Timișoara
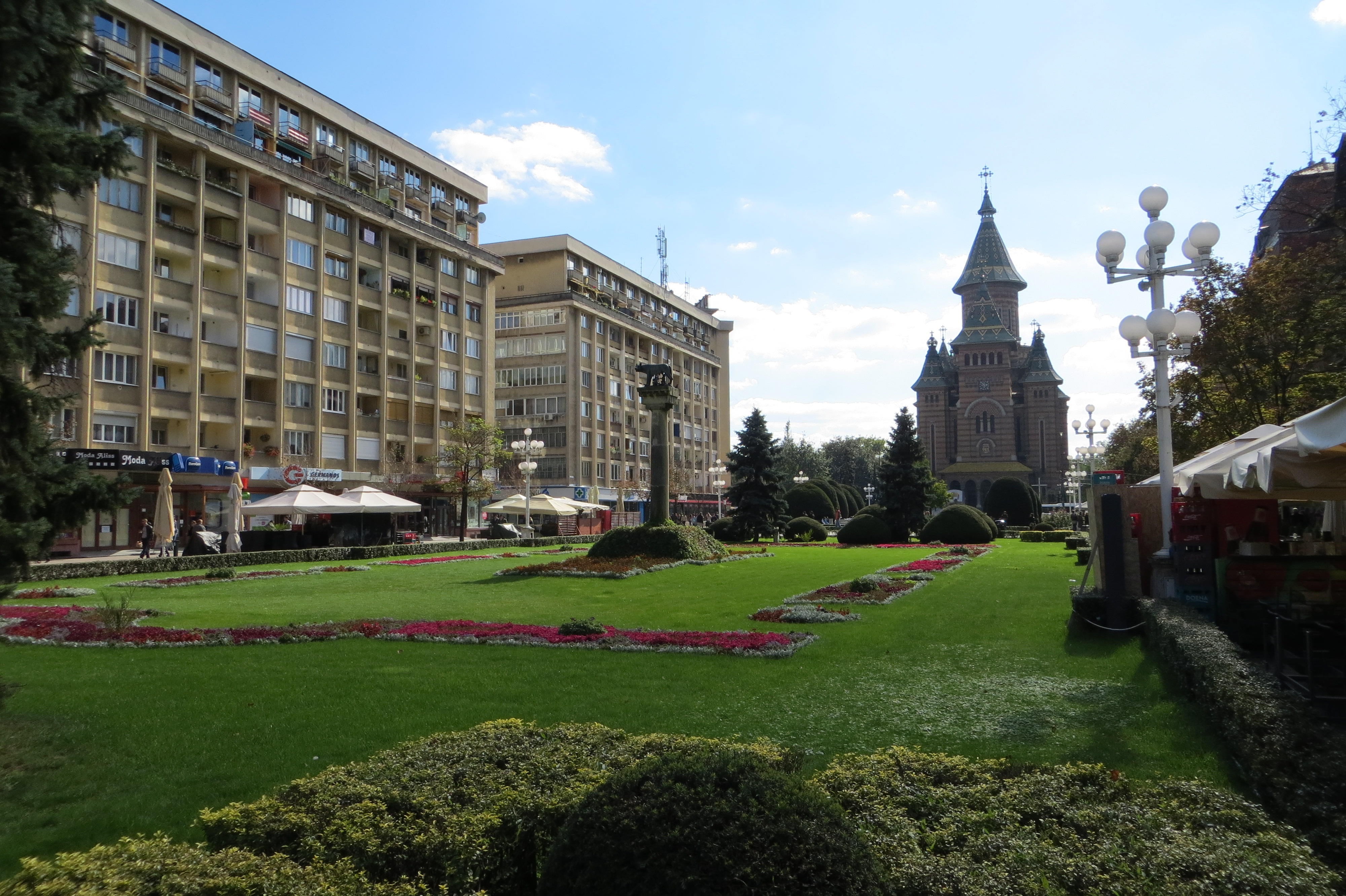
Blocuri pe Surogat

## Monumente

### Statuia Lupoaicei
„Lupoaica cu puii”, susținută de un pilon înalt de 5 m, este o replică a Lupei Capitolina, dăruită Timișoarei în 1926 de orașul Roma.

### Fântâna cu Pești

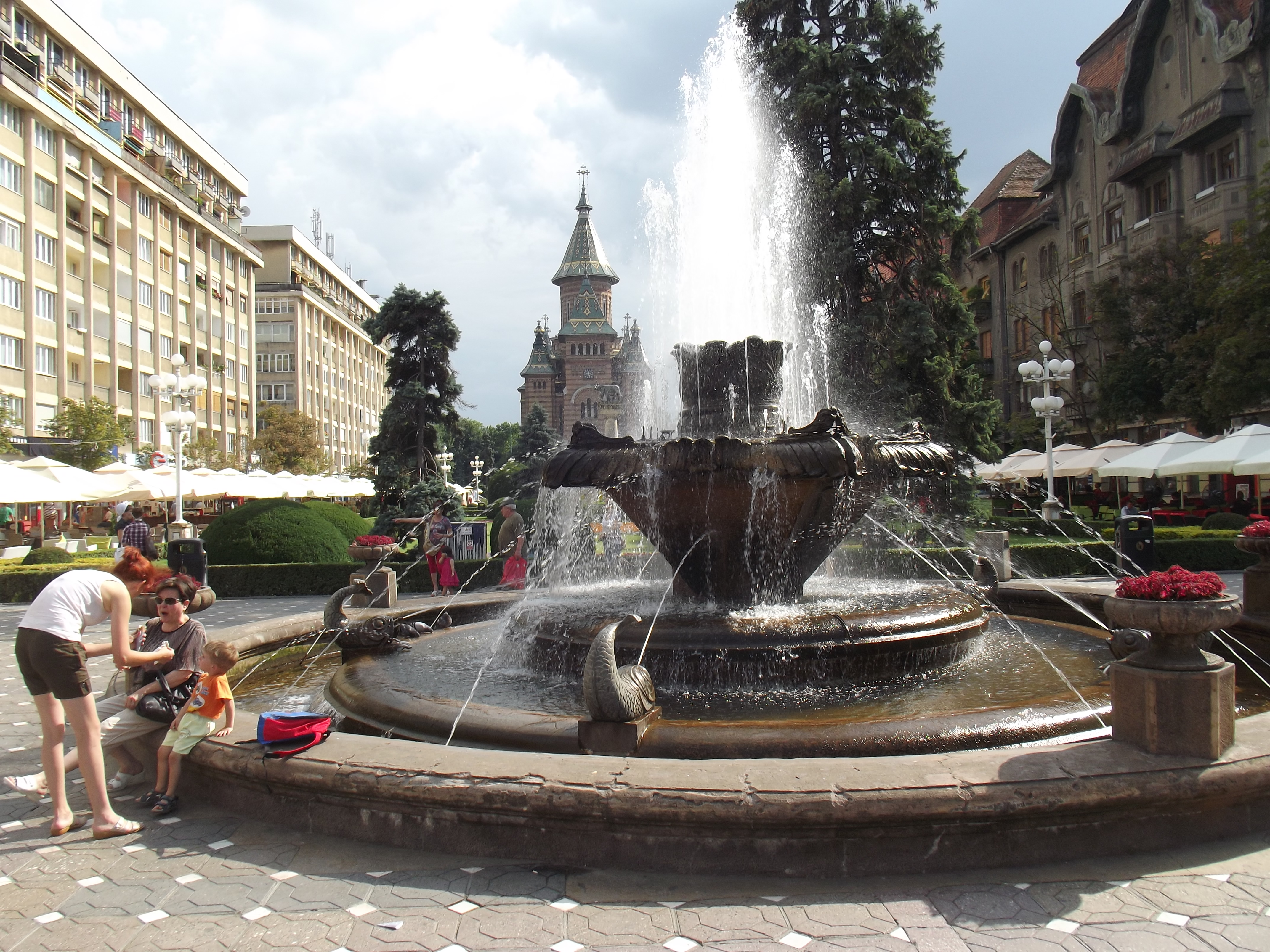
Fântâna cu Pești

Fântâna cu Pești este situată între statuia Lupoaicei și Opera Națională Română. A fost construită în anul 1957. Inițial, forma acesteia era de stea cu cinci colțuri, pe care erau amplasați pești de bronz. După numeroase restaurări și modificări (ale formei si micșorarea tuturor dimensiunilor) fântâna a ajuns în forma actuală.